# 加藤万里子
加藤 万里子（かとう まりこ、1953年 - ）は、日本の天文学者。理学博士（立教大学・1981年）。
慶應義塾大学名誉教授。専門は、天体物理学、星の内部構造、新星の質量放出理論、連星系の進化。

## 略歴
桐朋女子高等学校卒業。1976年、立教大学理学部物理学科卒業。同大学大学院に進学し、蓬茨霊運に天文学を学び、1978年、立教大学大学院理学研究科修士課程原子物理学専攻修了。理学修士。博士課程においても蓬茨に師事し、1981年、立教大学大学院理学研究科博士課程原子物理学専攻修了。同年3月、理学博士（立教大学）。1986年、慶應義塾大学理工学部専任講師。1993年、慶應義塾大学理工学部助教授。2004年、慶應義塾大学理工学部教授。天文学教室（日吉）に所属。2007年3月からイタリア・パドバへ研究出張。2008年4月より慶應義塾大学にて研究教育活動を再開。2019年4月、慶應義塾大学名誉教授。
夫も天文学者で、間に娘が1人いる。